# Champgenéteux
Champgenéteux ist eine französische Gemeinde mit 495 Einwohnern (Stand: 1. Januar 2022) im Département Mayenne in der Region Pays de la Loire. Sie gehört zum Arrondissement Mayenne und zum Kanton Évron. 

## Geographie
Champgenéteux liegt etwa 35 Kilometer nordöstlich von Laval. Umgeben wird Champgenéteux von den Nachbargemeinden Hardanges im Norden und Nordwesten, Loupfougères im Norden, Villaines-la-Juhel im Nordosten, Trans im Osten, Bais im Süden, Hambers im Südwesten sowie La Chapelle-au-Riboul im Westen und Nordwesten.

## Bevölkerungsentwicklung
| Jahr                       | 1962 | 1968 | 1975 | 1982 | 1990 | 1999 | 2006 | 2019 |
| Einwohner                  | 768  | 717  | 643  | 613  | 567  | 554  | 574  | 505  |
| Quellen: Cassini und INSEE |      |      |      |      |      |      |      |      |

## Sehenswürdigkeiten
- Kirche Saint-Gervais-Saint-Protais

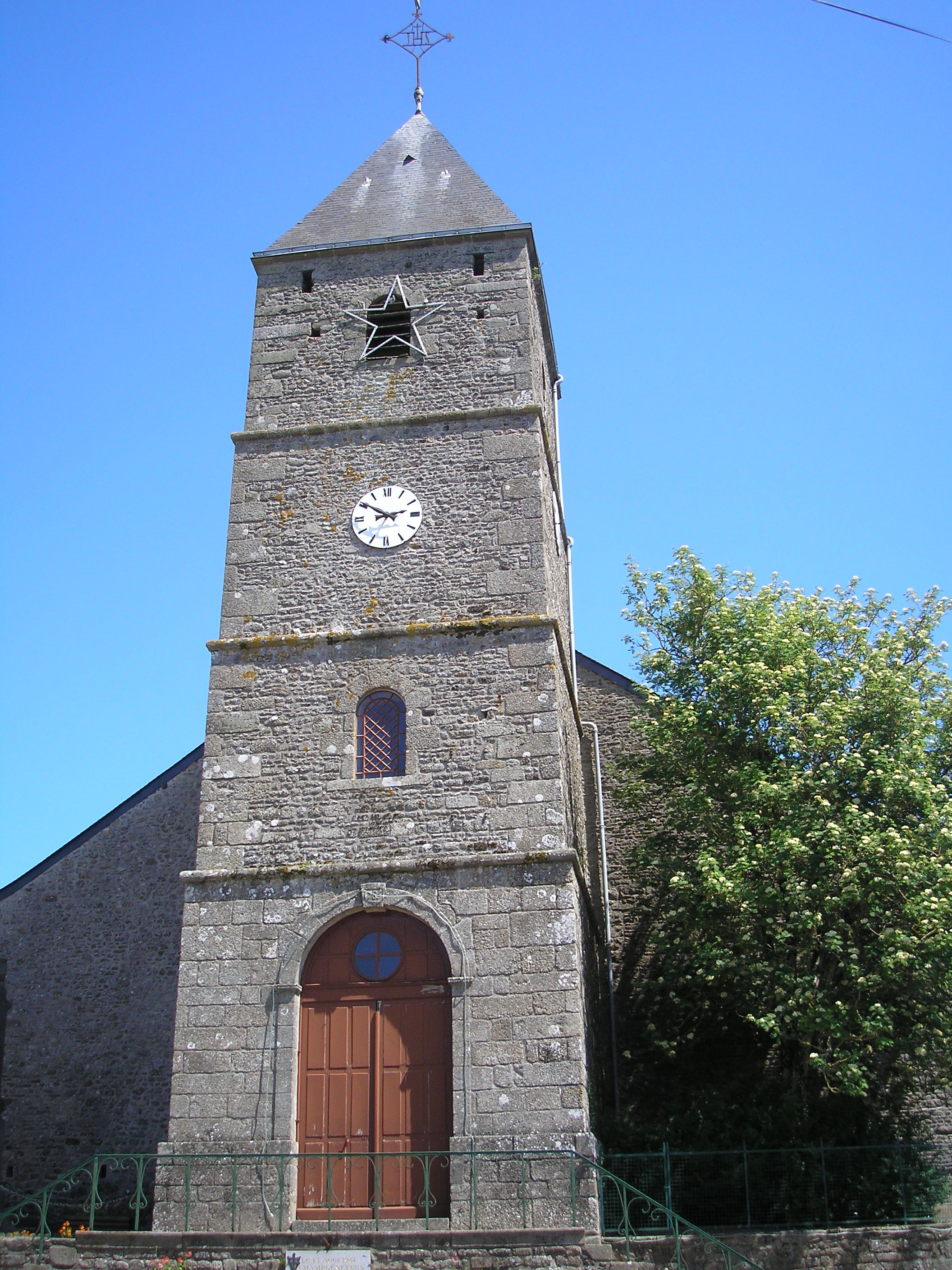
Kirche Saint-Gervais-et-Saint-Protais